# Cashewnoot

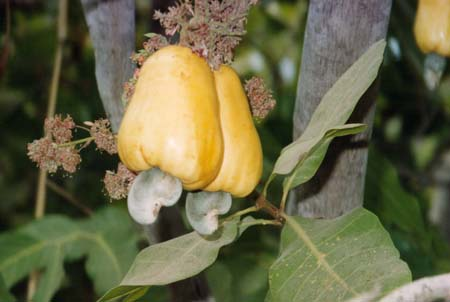
De vruchtsteel met daaronder de eigenlijke vrucht, met daarin de cashewnoten

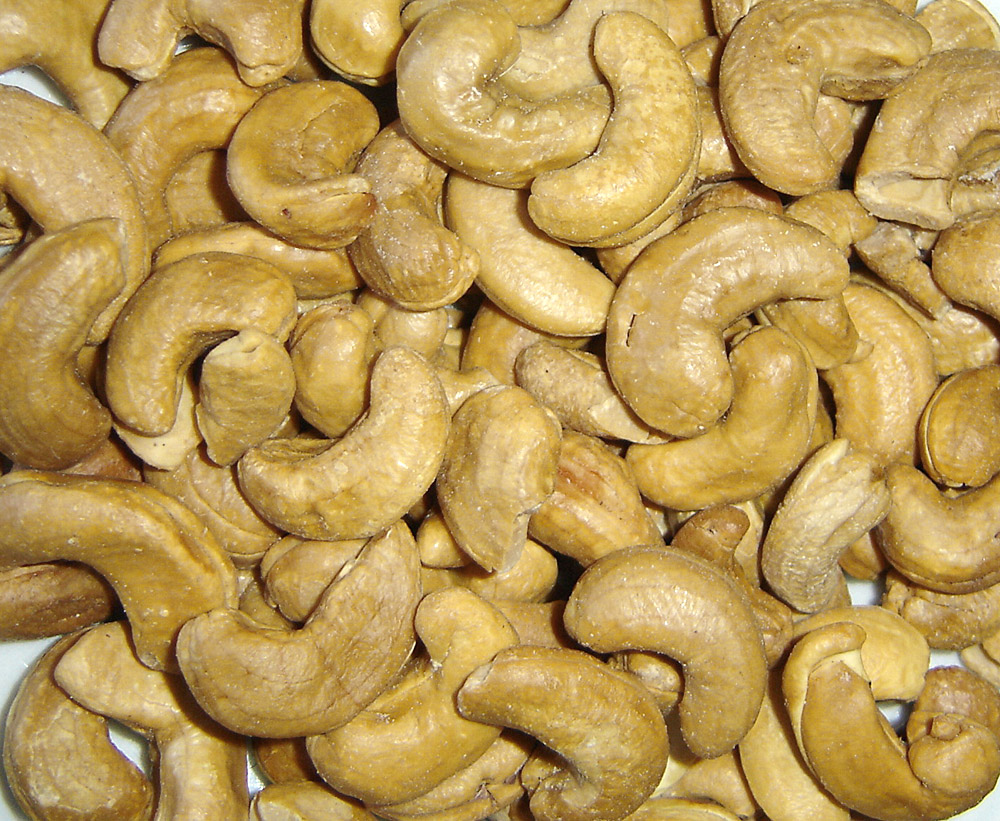
Geroosterde cashewnoten

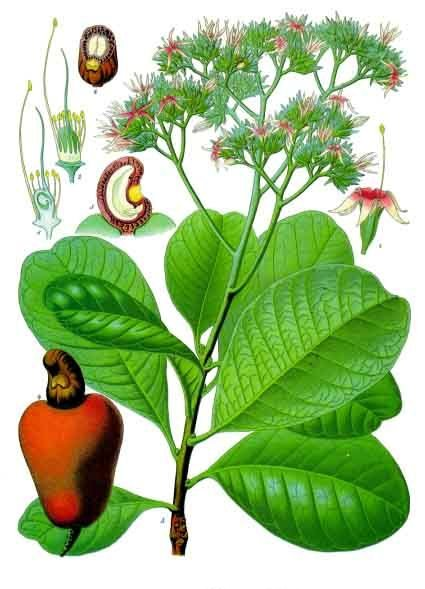
Kasjoe in Köhlers Medizinalpflanzen (1887)

De cashewnoot, cachounoot, kasjoenoot, bombaynoot, katjang mede of olifantsluis is het zaad van de kasjoeboom, Anacardium occidentale, die inheems is in Brazilië. De eigenlijke vrucht, met daarin het zaad, is onopvallend en hangt onder een tot schijnvrucht getransformeerde vruchtsteel.
De van dop en huid ontdane noten worden op diverse manieren verwerkt: ze kunnen in olie gebakken worden (en eventueel gezouten), met hete lucht geroosterd, in suiker gecoat zoals een suikerpinda, voorzien worden van een beslaglaagje vergelijkbaar met borrelnoten of gebruikt worden als keukeningrediënt.
Cashewnoten bevatten veel magnesium en fosfor. Ze bevatten ook een grote hoeveelheid eiwit en ijzer.

## Oogst
De grootste cashewnotenproducerende landen zijn India, Vietnam, Indonesië, Mozambique, Madagaskar, Brazilië, Ivoorkust, Burkina Faso, Benin, Ghana en Togo.
De meeste in Afrika verbouwde cashewnoten werden lange tijd verscheept naar India en Vietnam, waar ze in een paar stappen worden bewerkt tot eetbare noten. Steeds vaker worden de rauwe noten in Afrika zelf bewerkt voor ze geëxporteerd worden.

## Verwerking
De noot wordt allereerst in de dop gebrand, zodat die dop makkelijker kan worden verwijderd. Dit gebeurt soms handmatig. Ook wordt het vruchtvlies verwijderd. Dit bevat het gif cardol (adipostatine A), dat ernstige huidirritaties kan veroorzaken. Door deze handmatige bewerkingen is de cashewnoot relatief duur.
Een bijproduct van de verwerking van cashewnoten is een olieachtige vloeistof, bekend als Cashew Nut Shell Liquid (CNSL). CNSL is een donkerbruine viskeuze vloeistof die uit de honingraatstructuur van de dop van de cashewnoot wordt gewonnen. Ze bestaat hoofdzakelijk uit fenolderivaten met lange zijketens: anacardische zuren (60-65%), cardol (met twee hydroxylgroepen) (15-20%) en cardanol (ongeveer 10%). CNSL wordt zowel industrieel gebruikt als in tropische traditionele geneeskunde voor de behandeling van onder meer ontstekingen en diarree. Anacardisch zuur heeft een antibacteriële werking. Cardanol wordt gebruikt voor de synthese van vernetters (curing agents) voor epoxyharsen. Cardol en cardanol kunnen ook gebruikt worden in de productie van fenolharsen.

## Wereldwijde productie
| Topproducenten van cashewnoten 2018 | Topproducenten van cashewnoten 2018 |
| Land                                | Productie (Mg=ton)                  |
| ----------------------------------- | ----------------------------------- |
| Vietnam                             | 2 663 885                           |
| India                               | 785 925                             |
| Ivoorkust                           | 688 000                             |
| Filipijnen                          | 228 612                             |
| Benin                               | 215 232                             |
| Tanzania                            | 171 455                             |
| Mali                                | 167 621                             |
| Guinee-Bissau                       | 150 934                             |
| Brazilië                            | 141 418                             |
| Indonesië                           | 136 402                             |